# Rue Denis-Poisson

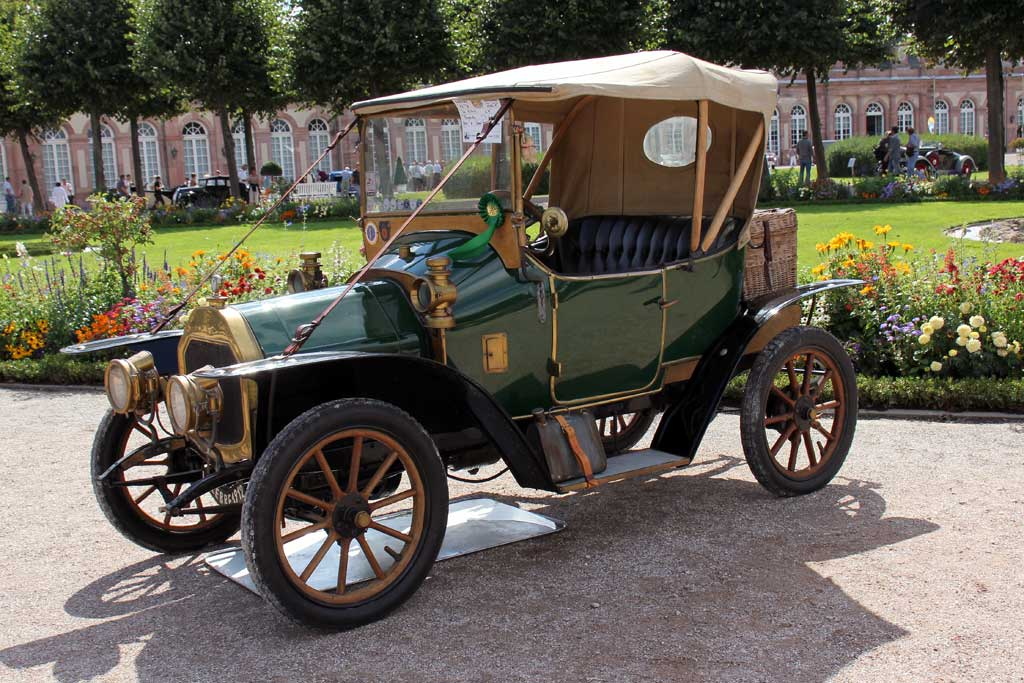
Le Zèbre C4 (1912).

La rue Denis-Poisson est une voie du 17e arrondissement de Paris, en France. Son nom honore le mathématicien Siméon Denis Poisson (1781-1840), auteur de travaux sur le calcul des probabilités, l’électricité et le magnétisme

## Situation et accès

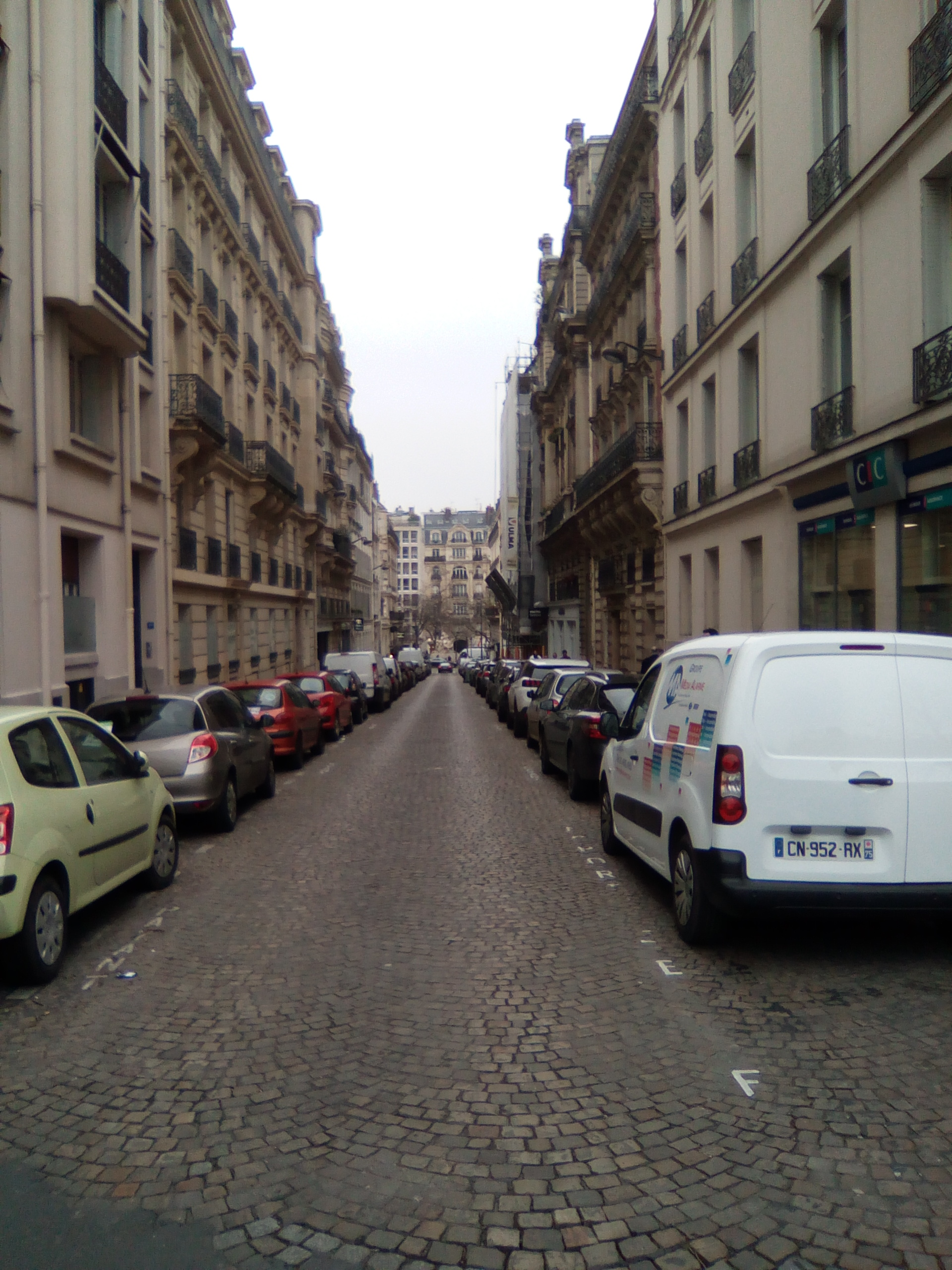
Début de la rue, vue depuis l'avenue de la Grande-Armée.

La rue Denis-Poisson est une voie publique située dans le 17e arrondissement de Paris. Elle débute au 50 bis, avenue de la Grande-Armée et se termine au 33, place Saint-Ferdinand.

## Historique
Le lieu où fut établie cette rue était quasi désert jusqu'au début du XIXe siècle et s'appelait du nom de la grande réserve des chasses royales, le « Grand Éperon ».
La rue Poisson fut créée vers la fin de la monarchie de Juillet, en 1847, comme l'une des radiales d'un nouveau quartier dénommé Ferdinanville, qui fut fondé par des promoteurs, peu après la mise en service de la nouvelle église des Ternes.
Comme pour les autres rues de ce quartier de prestige entourant le rond-point de Ferdinanville, les constructions furent difficiles à démarrer, les lots ayant du mal à trouver preneurs.
L'opération Ferdinandville initiale fut un fiasco et ne connaîtra le succès que bien des années plus tard.
La rue s'est appelée initialement « rue Crapez » en 1846, puis « rue Héléna », elle fut rebaptisée « rue de Passy » en 1863, puis « rue Poisson » en 1864, et enfin en 1907, elle prend le nom dans sa forme actuelle de « rue Denis-Poisson ».

## Bâtiments remarquables et lieux de mémoire

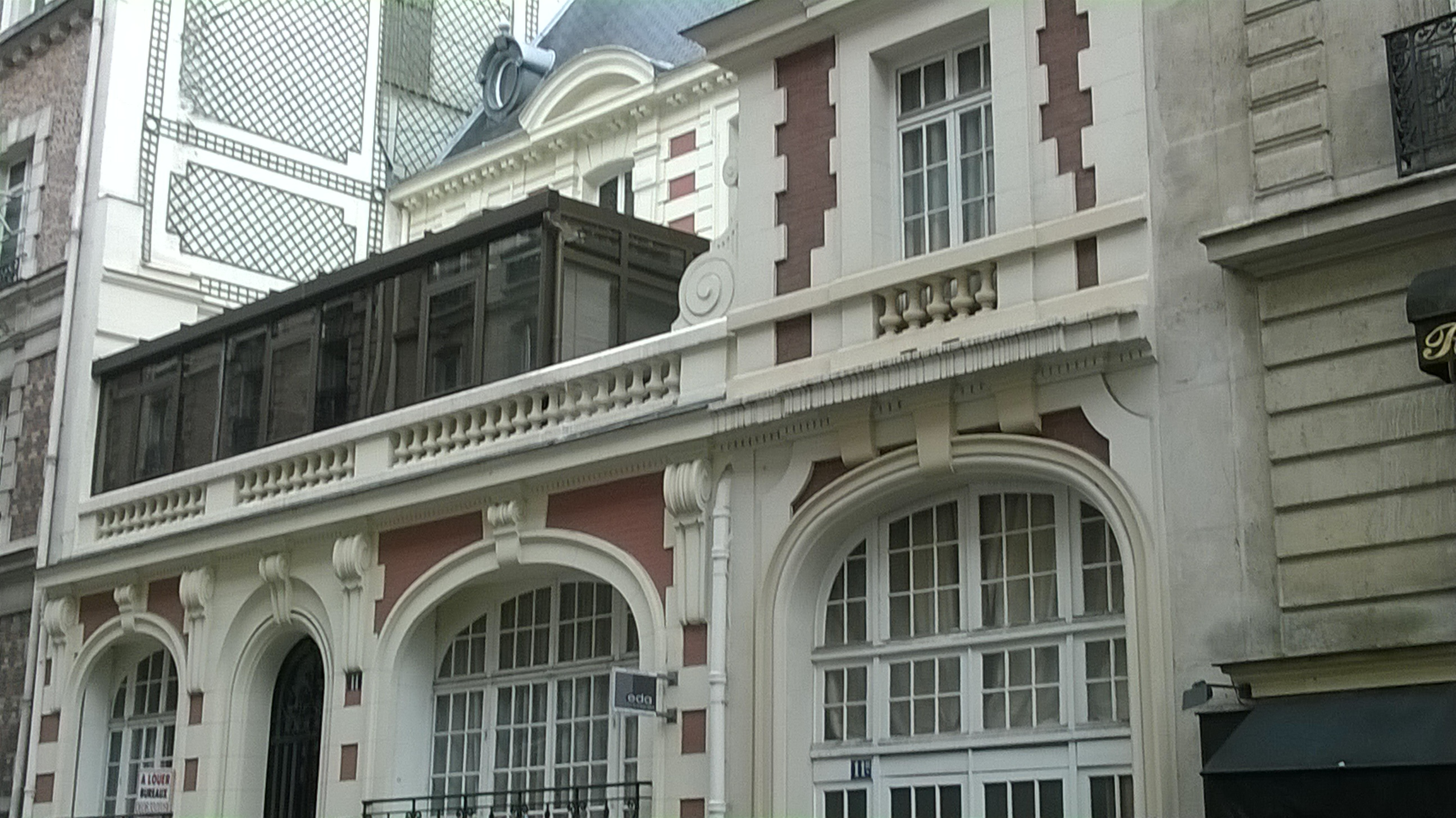
No 11 : hôtel particulier.

- Au no 11 de la rue Poisson se trouve un hôtel particulier, construit sur 3 étages en retrait, qui a été modifié par une extension en verre fumé (permis du 13 avril 1906, Karchoff, Bagneux Construction).

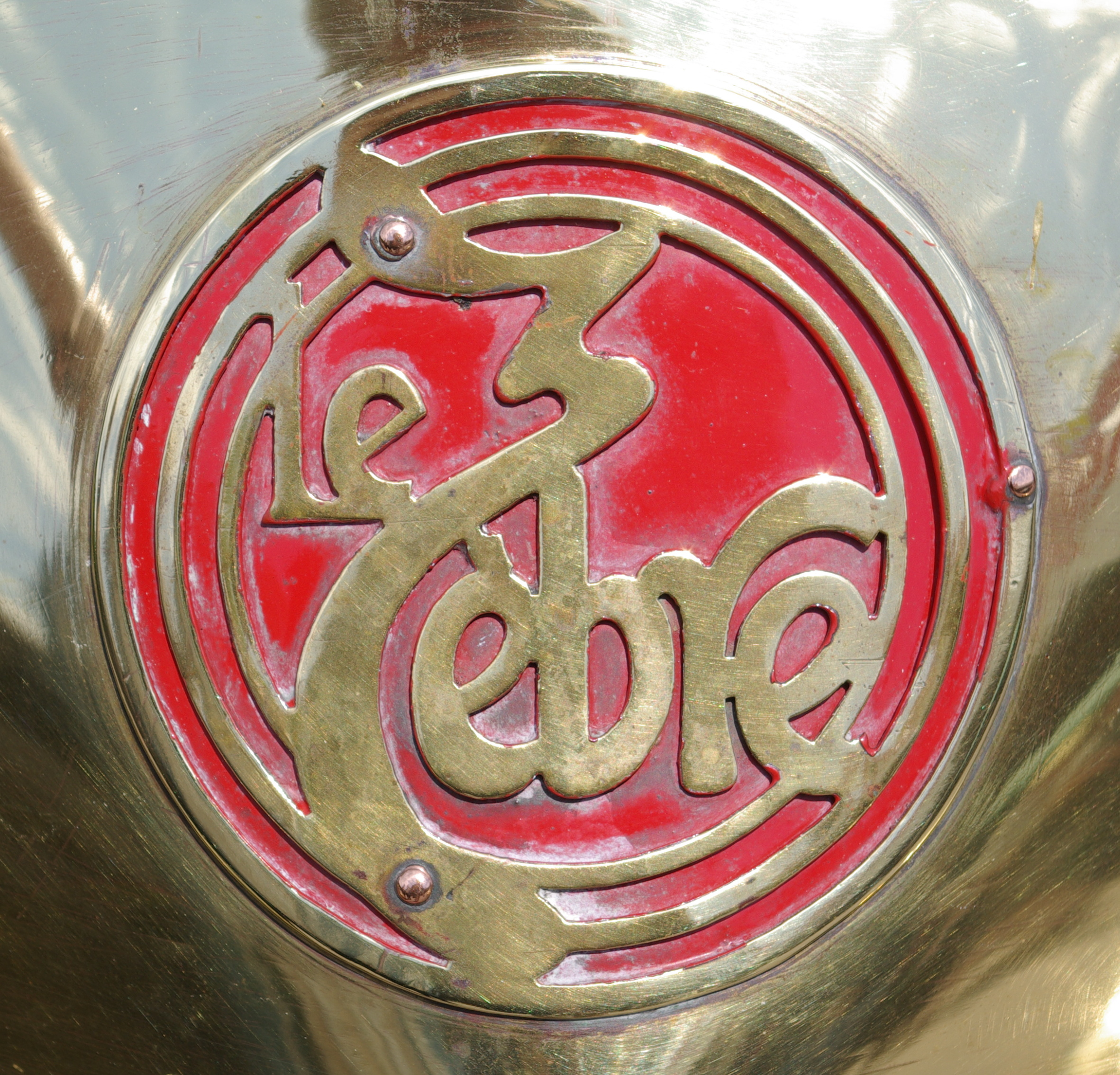
Logo Le Zèbre.

- Au no 6 de la rue Denis-Poisson s'est établi le premier siège social de la société Le Zèbre, vers novembre 1909.
La société est fondée par Jules Salomon avec Georges Richard grâce à un financement provenant de Jacques Bizet, le fils du compositeur Georges Bizet. Constructeur automobile français entre 1909 et 1931, il est connu pour ses petites voitures économiques et robustes. Sa publicité de choc était : « Le Zèbre va 3 fois plus vite que le cheval et mange 3 fois moins ! »
Le Zèbre a installé sa première usine au 8, rue Bellini à Puteaux (sous le parvis actuel de la Défense), puis à Suresnes. À partir de 1912, le siège social s’agrandit et s'établit aux nos 1, 3 et 5  de la rue Villaret-de-Joyeuse à Paris (juste à côté de la rue Denis-Poisson)[3]. En 1917, les deux fondateurs de la société se séparent.
Jules Salomon quitte la société et rencontre André Citroën, alors directeur général chez Mors. Jacques Bizet quittera également la société quelque temps plus tard et la société connait des problèmes. Une tentative de renouveau a lieu en 1924, mais après plusieurs échecs, la société met un terme à ses activités en 1931.